# Rohrersattel
Rohrersattel är ett bergspass i Österrike.   Det ligger i distriktet Wiener Neustadt-Land och förbundslandet Niederösterreich, i den östra delen av landet, 60 km sydväst om huvudstaden Wien. Rohrersattel ligger 877 meter över havet.
Terrängen runt Rohrersattel är kuperad. Runt Rohrersattel är det ganska tätbefolkat, med 75 invånare per kvadratkilometer.. Närmaste större samhälle är Sankt Aegyd am Neuwalde, 17,5 km väster om Rohrersattel. 
I omgivningarna runt Rohrersattel växer i huvudsak blandskog.